# Regina Mühlhäuser
Regina Mühlhäuser (* 1971) ist eine deutsche Historikerin. Sie ist wissenschaftliche Mitarbeiterin an der Hamburger Stiftung zur Förderung von Wissenschaft und Kultur und Mitgründerin und Koordinatorin der International Research Group "Sexual Violence in Armed Conflict". Mühlhäuser ist zudem assoziiert am Hamburger Institut für Sozialforschung (HIS). Ihre Forschungsschwerpunkte sind: Sexuelle Gewalt in kriegerischen Konflikten, Geschlecht und Sexualität im Zweiten Weltkrieg und Holocaust in Europa und Asien, Kriegskinder, Erinnerungspolitiken seit dem Zweiten Weltkrieg, Internationales Strafrecht, insbesondere die Rolle von Opferzeuginnen.
Mühlhäuser studierte Geschichte, neuere deutsche Literatur sowie Sprache und Kultur Koreas an der Universität Hamburg und der Yonsei University, Seoul/Südkorea. Von 1996 bis 2001 arbeitete sie als Redaktionsassistentin der Beiträge zur Geschichte der nationalsozialistischen Verfolgung in Norddeutschland der KZ-Gedenkstätte Neuengamme, ehe sie 2001 bis 2003 wissenschaftliche Mitarbeiterin im Arbeitsbereich Theorie und Geschichte der Gewalt des HIS wurde.
Nach Stationen als Stipendiatin der Hamburger Stiftung zur Förderung von Wissenschaft und Kultur von 2003 bis 2007 und währenddessen 2005 als Research Fellow am Deutschen Historischen Institut Washington promovierte sie 2008 an der Universität zu Köln mit der Studie Zwischen ,Rassereinheit‘ und Potenzfantasien. Der nationalsozialistische Umgang mit Vergewaltigung, Prostitution, romantischen Verhältnissen und Kindern deutscher Männer in den besetzten Gebieten der Sowjetunion. Diese Studie fand in ihrer 2010 publizierten Fassung eine ebenso breite wie anerkennende Rezeption in Tageszeitungen und wissenschaftlichen Rezensionen. Sie wurde mit dem von der Universität zu Köln verliehenen Offermann-Hergarten-Preis ausgezeichnet.
Auch der gemeinsam mit Gaby Zipfel und Kirsten Campbell herausgegebene Sammelband Vor aller Augen. Sexuelle Gewalt in bewaffneten Konflikten stellt eine wichtige Intervention in die Debatte dar.
Mühlhäuser hat zahlreiche Veranstaltungen, internationale Workshops und Konferenzen mit entwickelt und organisiert, darunter die Sommeruniversität Ravensbrück zum Thema Zwangsprostitution und Krieg im 20. und beginnenden 21. Jahrhundert vom 3.–7. September 2007 in der Mahn- und Gedenkstätte Ravensbrück; und den großen internationalen Kongress "Against Our Will" - Forty Years After: Exploring the Field of Sexual Violence in Armed Conflict vom 2.–4. Juli 2015 im Yu Garden, Hamburg.

## Veröffentlichungen (Auswahl)
Monografien
- Sex and the Nazi soldier. Violent, commercial and consensual encounters during the war in the Soviet Union, 1941-45, erweit. u. aktual. Ausg. von Eroberungen, aus dem Deutschen von Jessica Spengler. Edinburgh: Edinburgh University Press, 2021, ISBN 978-1-4744-5908-2
- Eroberungen. Sexuelle Gewalttaten und intime Beziehungen deutscher Soldaten in der Sowjetunion 1941–1945. Hamburg: Hamburger Edition, 2010, ISBN 978-3-86854-220-2 [japanische Übersetzung von Toshiko Himeoka u. a., Tokio: Iwanami, 2015].
- mit Mira Choi, „Wir wissen, daß es die Wahrheit ist ...“. Gewalt gegen Frauen im Krieg – Zwangsprostitution koreanischer Frauen 1936–45. [FDCL. Hrsg. vom ASA-Programm der Carl-Duisberg-Gesellschaft e.V.]. FDCL, Berlin 1996. ISBN 3-923020-19-8

Herausgeberschaften
- mit Gaby Zipfel, Kirsten Campbell (Hrsg.): In plain sight. Sexual violence in armed conflict. New Delhi: Zubaan, 2019. ISBN 978-93-85932-81-6
  - Vor aller Augen. Sexuelle Gewalt in bewaffneten Konflikten. Aus dem Englischen von Ursel Schäfer u. a., Hamburg: Hamburger Edition, 2021. ISBN 978-3-86854-357-5.
- mit Insa Eschebach (Hg.), Krieg und Geschlecht. Sexuelle Gewalt im Krieg und Sex-Zwangsarbeit in NS-Konzentrationslagern. Berlin: Metropol, 2008. ISBN 978-3-940938-21-3

Aufsätze
- Körper, Sexualität, Gewalt. Anmerkungen zum Verständnis sexueller Gewalt gegen Frauen und Männer. In: Susanne Fischer, Gerd Hankel, Wolfgang Knöbl (Hg.), Die Gegenwart der Gewalt und die Macht der Aufklärung. Festschrift für Jan Philipp Reemtsma. Bd. 1. Springe: zu Klampen, 2022; S. 371–393. ISBN 978-3-86674-839-2
- Understanding sexual violence during the Holocaust: a reconsideration of research and sources. In: German history. 39(2021),1; S. 15–36. https://doi.org/10.1093/gerhis/ghaa037
- Sexuelle Gewalt als Kriegswaffe. Zur Entwicklung eines Verständnisses seit den 1970er-Jahren. In: L'homme. 31(2020),1; S. 129–138. https://doi.org/10.14220/lhom.2020.31.1.129
- Sexuality, sexual violence, and the military in the age of the world wars. In: Karen Hagemann, u. a. (Hg.), The Oxford handbook of gender, war, and the Western World since 1600. Oxford (u. a.): Oxford University Press, 2020; S. 539–560. ISBN 978-0-19-998370-4
- "You have to anticipate what eludes calculation". Reconceptualising sexual violence as weapon and strategy of war. In: Gaby Zipfel u. a. (Hg.), In plain sight. Sexual violence in armed conflict. New Delhi: Zubaan, 2019; S. 3–29. ISBN 978-93-85932-81-6
- Reframing sexual violence as a weapon and strategy of war: the case of the German Wehrmacht during the war and genocide in the Soviet Union, 1941–1944. In: Journal of the history of sexuality. 26(2017),3; S. 366–401. https://doi.org/10.7560/JHS26302
- Vergewaltigung. In: Christian Gudehus, Michaela Christ (Hg.): Gewalt. Ein interdisziplinäres Handbuch. Stuttgart (u. a.): Metzler, 2013; S. 164–170. ISBN 978-3-476-05296-4
- mit Gaby Zipfel, u. a., "Meine Not ist nicht einzig". Sexuelle Gewalt in kriegerischen Konflikten - Ein Werkstattgespräch. In: Mittelweg 36. 18(2009),1; S. 3–25. ISBN 978-3-936096-42-2
- „Diskriminiert, als sei es ein Negerbastard“. Der nationalsozialistische Blick auf die Kinder deutscher Soldaten und einheimischer Frauen in den besetzten Gebieten der Sowjetunion (1942–1945). In: WerkstattGeschichte. Nr. 51, 2009, S. 43–55 (pdf).
- Sexuelle Gewalt als Kriegsverbrechen. Eine Herausforderung für die Internationale Strafgerichtsbarkeit. In: Jens-Rainer Ahrens (Hg.): Frauen im Militär. Empirische Befunde und Perspektiven zur Integration von Frauen in die Streitkräfte. VS Verlag für Sozialwissenschaften, Wiesbaden 2005, S. 242–264. ISBN 3-8100-4136-X

Varia
- A weapon of war? Some reflections on sexual violence during the Russian war in Ukraine - Marta Havryshko in conversation with Regina Mühlhäuser. In: The new fascism syllabus [Blog], 8. Mai 2022.
- „Alles, was ihr findet, gehört euch“. Warum vergewaltigen Soldaten? In: taz Futurzwei. (2022),21; S. 37–38.
- zus. mit Stephanie Wright: Sex and the Nazi soldier [Podcast]. In: The war and diplomacy podcast: from the Centre for War and Diplomacy at Lancaster University, 24. Mai 2022.
- zus. mit Insa Eschebach: Umkämpfte Erinnerung. Die „Trostfrauen“-Statue in Berlin und der Umgang mit sexueller Kriegsgewalt. In: Geschichte der Gegenwart, 14. Oktober 2020.